# Lista planetelor minore/28701–28800
Aceasta este Lista planetelor minore/28701–28800; pentru a naviga prin lista completă vezi Lista planetelor minore.
Pentru ale detalii vezi și Proiect:Astronomie sau Portal:Astronomie.
| Nume         | Denumire provizorie | Data descoperirii | Locul descoperirii     | Descoperitor(i)           |
| ------------ | ------------------- | ----------------- | ---------------------- | ------------------------- |
| 28701 -      | 2000 GK90           | 4 aprilie 2000    | Socorro                | LINEAR                    |
| 28702 -      | 2000 GH91           | 4 aprilie 2000    | Socorro                | LINEAR                    |
| 28703 -      | 2000 GM91           | 4 aprilie 2000    | Socorro                | LINEAR                    |
| 28704 -      | 2000 GU91           | 4 aprilie 2000    | Socorro                | LINEAR                    |
| 28705 -      | 2000 GW91           | 4 aprilie 2000    | Socorro                | LINEAR                    |
| 28706 -      | 2000 GC93           | 5 aprilie 2000    | Socorro                | LINEAR                    |
| 28707 -      | 2000 GZ94           | 6 aprilie 2000    | Socorro                | LINEAR                    |
| 28708 -      | 2000 GR95           | 6 aprilie 2000    | Socorro                | LINEAR                    |
| 28709 -      | 2000 GY96           | 6 aprilie 2000    | Socorro                | LINEAR                    |
| 28710 -      | 2000 GY100          | 7 aprilie 2000    | Socorro                | LINEAR                    |
| 28711 -      | 2000 GE101          | 7 aprilie 2000    | Socorro                | LINEAR                    |
| 28712 -      | 2000 GT102          | 7 aprilie 2000    | Socorro                | LINEAR                    |
| 28713 -      | 2000 GW102          | 7 aprilie 2000    | Socorro                | LINEAR                    |
| 28714 -      | 2000 GY102          | 7 aprilie 2000    | Socorro                | LINEAR                    |
| 28715 -      | 2000 GW103          | 7 aprilie 2000    | Socorro                | LINEAR                    |
| 28716 -      | 2000 GP104          | 7 aprilie 2000    | Socorro                | LINEAR                    |
| 28717 -      | 2000 GT106          | 7 aprilie 2000    | Socorro                | LINEAR                    |
| 28718 -      | 2000 GH107          | 7 aprilie 2000    | Socorro                | LINEAR                    |
| 28719 -      | 2000 GN107          | 7 aprilie 2000    | Socorro                | LINEAR                    |
| 28720 -      | 2000 GV107          | 7 aprilie 2000    | Socorro                | LINEAR                    |
| 28721 -      | 2000 GW107          | 7 aprilie 2000    | Socorro                | LINEAR                    |
| 28722 -      | 2000 GN108          | 7 aprilie 2000    | Socorro                | LINEAR                    |
| 28723 -      | 2000 GX108          | 7 aprilie 2000    | Socorro                | LINEAR                    |
| 28724 -      | 2000 GG111          | 2 aprilie 2000    | Anderson Mesa          | LONEOS                    |
| 28725 -      | 2000 GB113          | 5 aprilie 2000    | Socorro                | LINEAR                    |
| 28726 -      | 2000 GM113          | 6 aprilie 2000    | Socorro                | LINEAR                    |
| 28727 -      | 2000 GO113          | 6 aprilie 2000    | Socorro                | LINEAR                    |
| 28728 -      | 2000 GX121          | 6 aprilie 2000    | Kitt Peak              | Spacewatch                |
| 28729 Moivre | 2000 GF123          | 11 aprilie 2000   | Prescott⁠(d)            | P. G. Comba⁠(d)            |
| 28730 -      | 2000 GU123          | 7 aprilie 2000    | Socorro                | LINEAR                    |
| 28731 -      | 2000 GX123          | 7 aprilie 2000    | Socorro                | LINEAR                    |
| 28732 -      | 2000 GF124          | 7 aprilie 2000    | Socorro                | LINEAR                    |
| 28733 -      | 2000 GY124          | 7 aprilie 2000    | Socorro                | LINEAR                    |
| 28734 -      | 2000 GK125          | 7 aprilie 2000    | Socorro                | LINEAR                    |
| 28735 -      | 2000 GX125          | 7 aprilie 2000    | Socorro                | LINEAR                    |
| 28736 -      | 2000 GE133          | 12 aprilie 2000   | Haleakala              | NEAT                      |
| 28737 -      | 2000 GR133          | 7 aprilie 2000    | Socorro                | LINEAR                    |
| 28738 -      | 2000 GQ135          | 8 aprilie 2000    | Socorro                | LINEAR                    |
| 28739 -      | 2000 GW135          | 8 aprilie 2000    | Socorro                | LINEAR                    |
| 28740 -      | 2000 GZ135          | 12 aprilie 2000   | Socorro                | LINEAR                    |
| 28741 -      | 2000 GJ136          | 12 aprilie 2000   | Socorro                | LINEAR                    |
| 28742 -      | 2000 GA137          | 12 aprilie 2000   | Socorro                | LINEAR                    |
| 28743 -      | 2000 GO142          | 7 aprilie 2000    | Anderson Mesa          | LONEOS                    |
| 28744 -      | 2000 GK143          | 7 aprilie 2000    | Anderson Mesa          | LONEOS                    |
| 28745 -      | 2000 GV144          | 7 aprilie 2000    | Kitt Peak              | Spacewatch                |
| 28746 -      | 2000 GB148          | 5 aprilie 2000    | Socorro                | LINEAR                    |
| 28747 -      | 2000 GF151          | 5 aprilie 2000    | Socorro                | LINEAR                    |
| 28748 -      | 2000 GH161          | 7 aprilie 2000    | Socorro                | LINEAR                    |
| 28749 -      | 2000 GP161          | 7 aprilie 2000    | Socorro                | LINEAR                    |
| 28750 -      | 2000 GN165          | 5 aprilie 2000    | Socorro                | LINEAR                    |
| 28751 -      | 2000 GT167          | 4 aprilie 2000    | Anderson Mesa          | LONEOS                    |
| 28752 -      | 2000 GZ176          | 3 aprilie 2000    | Kitt Peak              | Spacewatch                |
| 28753 -      | 2000 HA             | 18 aprilie 2000   | Modra⁠(d)               | L. Kornoš⁠(d), A. Galád⁠(d) |
| 28754 -      | 2000 HV1            | 25 aprilie 2000   | Višnjan Observatory⁠(d) | K. Korlević               |
| 28755 -      | 2000 HK4            | 27 aprilie 2000   | Kitt Peak              | Spacewatch                |
| 28756 -      | 2000 HA6            | 24 aprilie 2000   | Kitt Peak              | Spacewatch                |
| 28757 -      | 2000 HQ9            | 27 aprilie 2000   | Socorro                | LINEAR                    |
| 28758 -      | 2000 HE10           | 27 aprilie 2000   | Socorro                | LINEAR                    |
| 28759 -      | 2000 HD11           | 27 aprilie 2000   | Socorro                | LINEAR                    |
| 28760 -      | 2000 HN12           | 28 aprilie 2000   | Socorro                | LINEAR                    |
| 28761 -      | 2000 HU12           | 28 aprilie 2000   | Socorro                | LINEAR                    |
| 28762 -      | 2000 HG13           | 28 aprilie 2000   | Socorro                | LINEAR                    |
| 28763 -      | 2000 HK13           | 28 aprilie 2000   | Socorro                | LINEAR                    |
| 28764 -      | 2000 HS13           | 28 aprilie 2000   | Socorro                | LINEAR                    |
| 28765 -      | 2000 HY13           | 28 aprilie 2000   | Socorro                | LINEAR                    |
| 28766 Monge  | 2000 HP14           | 29 aprilie 2000   | Prescott⁠(d)            | P. G. Comba⁠(d)            |
| 28767 -      | 2000 HA17           | 24 aprilie 2000   | Kitt Peak              | Spacewatch                |
| 28768 -      | 2000 HP21           | 28 aprilie 2000   | Socorro                | LINEAR                    |
| 28769 -      | 2000 HC26           | 24 aprilie 2000   | Anderson Mesa          | LONEOS                    |
| 28770 -      | 2000 HC27           | 27 aprilie 2000   | Socorro                | LINEAR                    |
| 28771 -      | 2000 HF32           | 29 aprilie 2000   | Socorro                | LINEAR                    |
| 28772 -      | 2000 HE34           | 25 aprilie 2000   | Anderson Mesa          | LONEOS                    |
| 28773 -      | 2000 HU35           | 28 aprilie 2000   | Socorro                | LINEAR                    |
| 28774 -      | 2000 HO36           | 28 aprilie 2000   | Socorro                | LINEAR                    |
| 28775 -      | 2000 HE37           | 28 aprilie 2000   | Socorro                | LINEAR                    |
| 28776 -      | 2000 HC41           | 28 aprilie 2000   | Socorro                | LINEAR                    |
| 28777 -      | 2000 HK41           | 28 aprilie 2000   | Socorro                | LINEAR                    |
| 28778 -      | 2000 HG46           | 29 aprilie 2000   | Socorro                | LINEAR                    |
| 28779 -      | 2000 HV46           | 29 aprilie 2000   | Socorro                | LINEAR                    |
| 28780 -      | 2000 HD47           | 29 aprilie 2000   | Socorro                | LINEAR                    |
| 28781 -      | 2000 HS48           | 29 aprilie 2000   | Socorro                | LINEAR                    |
| 28782 -      | 2000 HE49           | 29 aprilie 2000   | Socorro                | LINEAR                    |
| 28783 -      | 2000 HH49           | 29 aprilie 2000   | Socorro                | LINEAR                    |
| 28784 -      | 2000 HT51           | 29 aprilie 2000   | Socorro                | LINEAR                    |
| 28785 -      | 2000 HN52           | 29 aprilie 2000   | Socorro                | LINEAR                    |
| 28786 -      | 2000 HA54           | 29 aprilie 2000   | Socorro                | LINEAR                    |
| 28787 -      | 2000 HR54           | 29 aprilie 2000   | Socorro                | LINEAR                    |
| 28788 -      | 2000 HW57           | 24 aprilie 2000   | Anderson Mesa          | LONEOS                    |
| 28789 -      | 2000 HE58           | 24 aprilie 2000   | Kitt Peak              | Spacewatch                |
| 28790 -      | 2000 HK58           | 24 aprilie 2000   | Kitt Peak              | Spacewatch                |
| 28791 -      | 2000 HW59           | 25 aprilie 2000   | Anderson Mesa          | LONEOS                    |
| 28792 -      | 2000 HE61           | 25 aprilie 2000   | Anderson Mesa          | LONEOS                    |
| 28793 -      | 2000 HM61           | 25 aprilie 2000   | Anderson Mesa          | LONEOS                    |
| 28794 -      | 2000 HG64           | 26 aprilie 2000   | Anderson Mesa          | LONEOS                    |
| 28795 -      | 2000 HO64           | 26 aprilie 2000   | Anderson Mesa          | LONEOS                    |
| 28796 -      | 2000 HW65           | 26 aprilie 2000   | Anderson Mesa          | LONEOS                    |
| 28797 -      | 2000 HH68           | 27 aprilie 2000   | Socorro                | LINEAR                    |
| 28798 -      | 2000 HJ69           | 25 aprilie 2000   | Anderson Mesa          | LONEOS                    |
| 28799 -      | 2000 HB72           | 25 aprilie 2000   | Anderson Mesa          | LONEOS                    |
| 28800 -      | 2000 HV75           | 27 aprilie 2000   | Socorro                | LINEAR                    |